# Julia Gutiérrez Caba

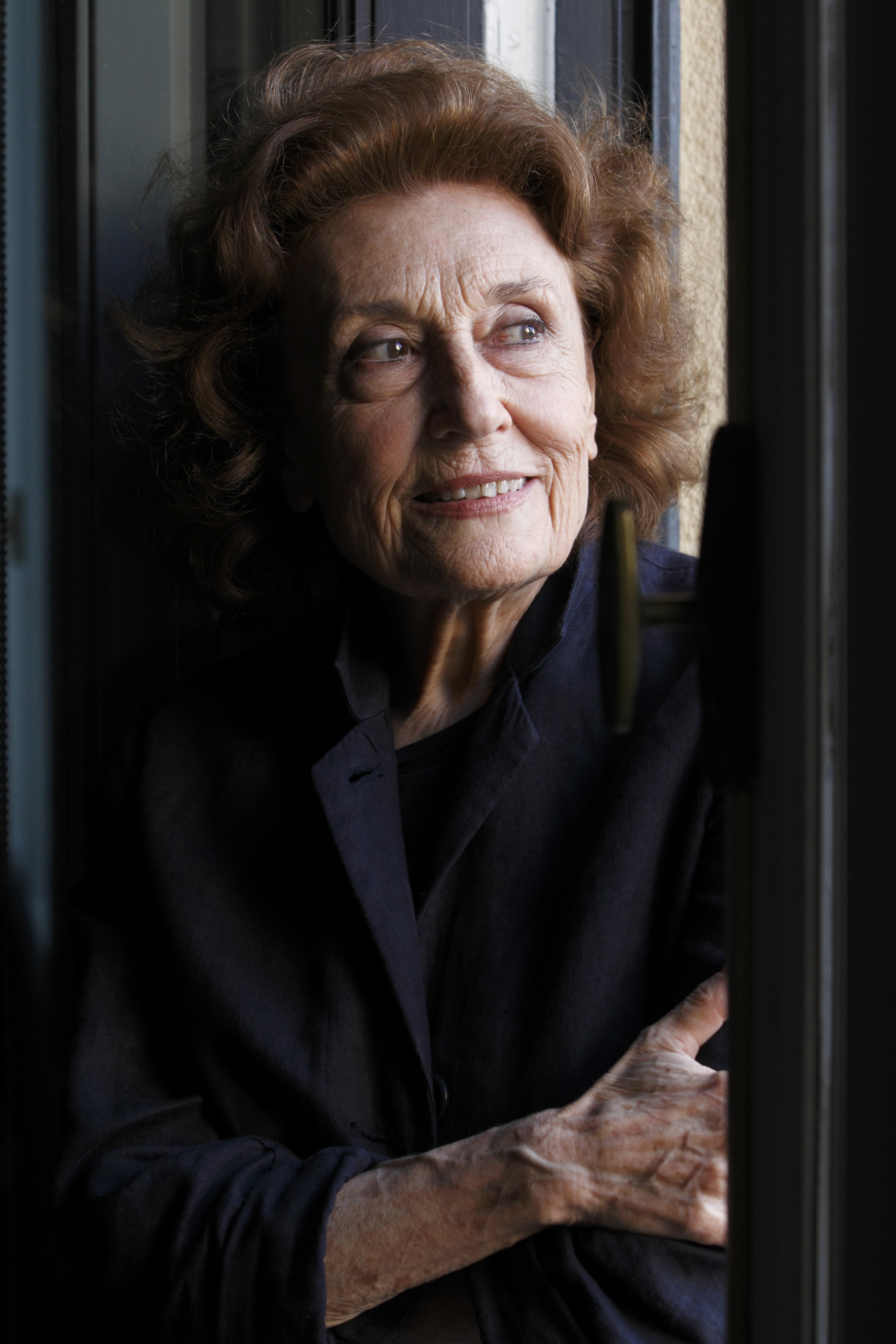
Julia Gutiérrez Caba (2011)

Julia Gutiérrez Caba (* 20. Oktober 1934 in Madrid) ist eine spanische Schauspielerin.

## Leben
Julia Gutiérrez Caba wurde 1934 in Madrid geboren. Bereits ihre Eltern Emilio Gutiérrez Esteban und Irene Caba Alba waren als Schauspieler tätig. Ihre beiden Geschwister Irene Gutiérrez Caba und Emilio Gutiérrez Caba wurden ebenfalls Schauspieler. Ihre Großnichte ist die Schauspielerin und Produzentin Irene Escolar. Julia Gutiérrez Caba begann ihre Schauspielkarriere am Theater 1951 mit siebzehn Jahren. Ihre erste Filmrolle erhielt sie 1960 in Brot und Blut.
Gutiérrez Cabas gesamte Filmografie umfasst mehr als fünfzig Rollen in Filmen und Fernsehserien. Sie wurde für ihre Arbeit vielfach ausgezeichnet und erhielt unter anderem im Jahr 2000 einen Goya als beste Nebendarstellerin für ihre Rolle in You’re the one (una historia de entonces).
Von 2003 bis 2008 war Gutiérrez Caba in der Rolle der Carmen Casado in insgesamt 150 Folgen der spanischen Sitcom Los Serrano zu sehen. Bekanntheit erlangte sie zudem außerhalb von Spanien durch ihren Auftritt in dem von Guillermo del Toro produzierten Thriller Julia’s Eyes aus dem Jahr 2010. Sie ist bis heute als Schauspielerin im Fernsehen sowie am Theater tätig. Für ihre Verdienste erhielt Caba zahlreiche Auszeichnungen. So wurde sie 2019 beim Festival de Málaga Cine en Español mit einem Sonderpreis für ihr Lebenswerk geehrt.
Julia Gutiérrez Caba war von 1964 bis zu dessen Tod im Jahr 2009 mit dem Theaterschauspieler und Direktor Manuel Collado Álvarez verheiratet.

## Filmografie (Auswahl)
- 1960: Brot und Blut (A las cinco de la tarde)
- 1963: Eine Frau ging vorbei (Nunca pasa nada)
- 1965: Currito de la Cruz
- 1969: Tödliche Eifersucht (Los desafíos)
- 2000: You’re the one (una historia de entonces)
- 2003–2008: Los Serrano (Fernsehserie, 150 Folgen)
- 2010: Julia’s Eyes (Los ojos de Julia)
- 2011–2013: Águila Roja (Fernsehserie, 14 Folgen)
- 2017–2021: Estoy vivo (Fernsehserie, 19 Folgen)